# Suralcis coriaceus
Suralcis coriaceus är en skalbaggsart som beskrevs av Brenske 1896. Suralcis coriaceus ingår i släktet Suralcis och familjen Rutelidae. Inga underarter finns listade i Catalogue of Life.